# Przysłowia niderlandzkie
Przysłowia niderlandzkie (niderl. Nederlandse Spreekwoorden), znany także jako Świat do góry nogami – obraz namalowany w 1559 przez Pietera Bruegla (starszego) – niderlandzkiego malarza, jednego z głównych przedstawicieli północnego renesansu. Dzieło to należy do Staatliche Museen Preußischer Kulturbesitz i prezentowane jest w Gemäldegalerie przy Kulturforum w Berlinie.

## Opis i analiza

### Forma
Jest to obraz olejny na desce o wymiarach 117 × 163 cm, przedstawiający wiejski krajobraz, w który wpisane są liczne grupy postaci i przedmioty, tworzące oddzielne wątki rodzajowe. Na pierwszym planie widoczne jest rozległe podwórze, przy którym stoi wielka chałupa, pręgierz i stara szopa. Drugi plan tworzy ceglana wieża z przybudówkami i drewniana stajnia. Pomiędzy nimi płynie rzeka tworząca dolinę, zaś w oddali widać ujście rzeki do morza, na którym płynie rybacki statek z żaglem. Kompozycja obrazu oparta jest na osi, która prowadzi z przodu po lewej stronie do tyłu po prawej ku morzu. Niektóre elementy przedstawione są niezgodnie z zasadami perspektywy, co nie jest bynajmniej wynikiem braku znajomości zasad budowania przestrzeni przez autora, lecz świadomym podporządkowaniem formy treści.

### Treść
Treść utworu to zbiór scen rodzajowych będących ilustracjami przysłów. Wiadomo, iż w XVI wieku w Niderlandach przysłowia cieszyły się dużą popularnością, a ich zbieranie stanowiło jedno z wielu encyklopedycznych zadań. Znaczenie przysłowia wzrosło, kiedy w 1500 Erazm z Rotterdamu wydał zbiór przysłów i słynnych maksym łacińskich autorów. W ślad za nim poszli Flamandowie i Niemcy, którzy wydali podobne publikacje, zaś w roku 1564 ukazały się dzieła takie, jak powieść Gargantua i Pantagruel Rabelais’ego.
Na obrazie zidentyfikowano ponad sto przysłów i wyrażeń idiomatycznych, przedstawiających ówczesne społeczeństwo i świat, który zdaniem wielu był wówczas przewrócony do góry nogami. Stąd też wywodzi się jedna z alternatywnych nazw dzieła: Świat do góry nogami. W sposób świadomy Pieter Bruegel połączył sztukę mowy ze sztuką obrazowania, eksponując głupotę, amoralność i regres społeczny. Centrum kompozycji stanowi ganek, na którym diabeł słucha spowiedzi, obok zaś mnich ostentacyjnie kpi z Chrystusa i „przyprawia mu brodę”. Stojąca przy stodole postać pozwala światu kręcić się na czubku palca, zaś obok stoi chłop rzucający perły świniom. Wszystko ma swoją wymowę, która odzwierciedla ówczesny świat i dystans artysty do swoich współczesnych.

#### Lista przysłów
| Przysłowie                                                                   | Znaczenie                                                                              | Miejsce   |
| ---------------------------------------------------------------------------- | -------------------------------------------------------------------------------------- | --------- |
| Potrafi przywiązać diabła do poduszki                                        | Zawzięty upór jest gorszy od mocy piekielnych                                          |           |
| Gryźć kolumnę                                                                | Być religijnym hipokrytą                                                               |           |
| Nosić ogień w jednej ręce, a wodę w drugiej                                  | Być dwulicowym, mieć dwie twarze                                                       |           |
| Bić głową w mur                                                              | Próbować osiągnąć coś niemożliwego                                                     |           |
| Jedna noga obuta, druga goła                                                 | Najważniejsza jest równowaga                                                           |           |
| Tu świnia wyciąga szpunt                                                     | Zaniedbanie skończy się katastrofą                                                     |           |
| Przyczepić kotu dzwonek                                                      | Jeśli planuje się coś, o czym wszyscy wiedzą, skończy się to fiaskiem                  |           |
| Być uzbrojonym po zęby                                                       | Być całkiem uzbrojonym                                                                 |           |
| Gryźć żelazo                                                                 | Być gadułą, plotkarzem                                                                 |           |
| Jeden strzyże owce, a drugi świnie                                           | Każdy startuje z innego poziomu życia. Jeden żyje w bogactwach, drugi w nędzy          |           |
| Strzyc, ale nie zdejmować skóry                                              | Nie dążyć za wszelką cenę do przewagi                                                  |           |
| Tu się nie smaży jego śledź                                                  | Sprawy nie przebiegają zgodnie z planem                                                |           |
| Smażyć całego śledzia dla ikry                                               | Poświęcić wiele dla drobnostki                                                         |           |
| Położyć pokrywkę na głowie                                                   | Musieć zapłacić za zniszczenia                                                         |           |
| Powiesić śledzia za skrzela                                                  | Każdy musi odpowiadać za swoje czyny                                                   |           |
| Mieć w sobie coś więcej niż pusty śledź                                      | Nie sądzić po pozorach                                                                 |           |
| Co może zrobić dym żelazu?                                                   | Bezcelowa jest próba zmiany porządku rzeczy                                            |           |
| Znaleźć psa w garnku. Gdy wpuszcza się psa do domu, dobierze się do garnka   | Mieć czyjeś kłopoty za nic. Przybyć za późno, żeby zapobiec stracie                    |           |
| Siąść w popiół pomiędzy dwa stołki                                           | Stracić okazję z powodu niezdecydowania                                                |           |
| Macać kury                                                                   | Liczyć kurczaki zanim się wyklują                                                      |           |
| Wywieszać nożyce                                                             | Zostaniesz oszukany, pozbawiony pieniędzy                                              |           |
| Obgryzać zawsze tę samą kość                                                 | Powtarzać w kółko to samo, wykonywać syzyfową pracę                                    |           |
| Zależy coś od układu kart                                                    | Okazja jest blisko                                                                     |           |
| Świat do góry nogami                                                         | Wszystko jest inaczej niż powinno                                                      |           |
| Zostawić co najmniej jedno jajko w gnieździe                                 | Odłożyć coś na czarną godzinę                                                          |           |
| Wypróżniać się na świat                                                      | Pogardzać światem                                                                      |           |
| Wodzić kogoś za nos                                                          | Robić durnia z każdego                                                                 |           |
| Kości zostały rzucone                                                        | Decyzja wykonana                                                                       |           |
| Głupiec rzuca karty                                                          | Głupi ma zawsze szczęście                                                              |           |
| Patrzeć przez palce                                                          | Być pobłażliwym                                                                        |           |
| Wywieszać nóż                                                                | Wyzywać, prowokować kogoś                                                              |           |
| Wystawiać drewniane buty                                                     | Czekać na próżno                                                                       |           |
| Wystawiać miotłę                                                             | Myszy harcują, gdy kota nie czują                                                      |           |
| Ożenić się pod kijem od miotły                                               | Życie w grzechu pod jednym dachem jest haniebne, ale wygodne                           |           |
| Wykładać dach plackami                                                       | Kraina mlekiem i miodem płynąca                                                        |           |
| Mieć dziurę w dachu                                                          | Być samotnym                                                                           |           |
| Stary dach potrzebuje wielu łat                                              | Utrzymanie staroci więcej kosztuje                                                     |           |
| Dach kryty gontem                                                            | Ściany mają uszy                                                                       |           |
| Odczuwać ból zębów za uszami                                                 | Symulować, udawać coś                                                                  |           |
| Oddawać mocz w stronę księżyca                                               | Porywać się z motyką na słońce                                                         |           |
| Wieszać nocnik                                                               | Obracać świat (gospodę) do góry nogami                                                 |           |
| Wystrzelić drugą strzałę, by znaleźć pierwszą                                | Głupio wykorzystany wysiłek, zmarnować całą amunicję                                   |           |
| Golić głupca bez mydła                                                       | Robić z kogoś głupka                                                                   |           |
| Dwóch głupców w jednym kapturze                                              | Głupota lubi towarzystwo                                                               |           |
| Wyrasta coś z okna                                                           | Prawda zawsze wychodzi na jaw                                                          |           |
| Grać na pręgierzu                                                            | Ktoś wystawiony na pohańbienie                                                         |           |
| Jeśli brama się otwiera, świnie pobiegną w zboże                             | Bez nadzoru, wszystko na opak                                                          |           |
| Gdzie maleje zboże, tam świnie rosną                                         | Po trupach do celu                                                                     |           |
| Biec jakby płonął komuś tyłek                                                | Znaleźć się w trudnym położeniu                                                        |           |
| Kto je ogień, wypróżnia się iskrami                                          | Kto podejmuje ryzyko, musi się liczyć z konsekwencjami                                 |           |
| Wieszać wiatr zgodnie z wiatrem                                              | Być jak kurek na dachu, zmieniać zdanie jak rękawiczkę                                 |           |
| Ciskać pióra na wiatr                                                        | Wszystkie wysiłki idą na marne                                                         |           |
| Gapić się na bociana                                                         | Trwonić czas                                                                           |           |
| Chcieć zabić dwie muchy jednym uderzeniem (ale żadna nie zostanie złapana)   | Zbytnia ambicja zostanie ukarana                                                       |           |
| Spaść z wołu na osła                                                         | Zrobić zły interes                                                                     |           |
| Całować klamki u drzwi                                                       | Nieszczery, sztuczny szacunek                                                          |           |
| Wycierać tyłek o drzwi                                                       | Wszystko lekceważyć                                                                    |           |
| Wziąć ciężar na swoje barki                                                  | Obciążać siebie zbędnymi problemami                                                    |           |
| Jeden żebrak czuje litość do drugiego, który stoi pod drzwiami               | Jechać na tym samym wózku                                                              | NP-91.jpg |
| Łowić z siecią                                                               | Zmarnować okazję                                                                       |           |
| Wielkie ryby jedzą małe                                                      | Kto silniejszy ten wygrywa                                                             |           |
| Nie móc patrzeć na odbicie słońca w wodzie                                   | Być zazdrosnym, do kogoś czuć zawiść                                                   |           |
| Każdy może patrzyć się przez dębową deskę, pod warunkiem, że tam jest dziura |                                                                                        |           |
| Wypróżniać się razem do jednej dziury                                        | Zjeść razem beczkę soli, być nierozłącznymi przyjaciółmi                               |           |
| Rzucać pieniądze w wodę                                                      | Marnować pieniądze                                                                     |           |
| Ściana z rysami wkrótce runie                                                | Bezmyślny interes rychło upadnie                                                       |           |
| Nie zważaj czyj dom płonie, dopóki można ogrzać się przy ogniu               | Korzystać z każdej okazji do odniesienia korzyści                                      |           |
| Ciągnąć kloc                                                                 | Rozczarowany konkurent; zapracowywać się do bezsensownej pracy                         |           |
| Strach pozwala kłusować staruszce                                            | Potrzeba jest matką wynalazku                                                          |           |
| Końskie odchody to nie figi                                                  | Nie daj się ogłupić                                                                    |           |
| Jeśli ślepiec prowadzi ślepca, obaj wpadną do rowu                           | Jeżeli ignorant prowadzi drugiego, to obaj źle skończą                                 |           |
| Podróż tak długo nie jest skończona, póki nie widać kościoła i wieży         | Cel tylko wtedy będzie osiągnięty, kiedy zadanie zostanie wykonane do końca            |           |
| W końcu wszystko wychodzi na słońce                                          | W końcu wszystko wychodzi na jaw; nic nie jest do ukrycia                              |           |
| Obserwować żagle                                                             | Być w gotowości, wiedzieć z której strony wiatr wieje                                  |           |
| Wypróżniać się na szubienicę                                                 | Nie bać się żadnej kary; szubienicznik sam źle skończy                                 |           |
| Gdzie padlina tam i kruki                                                    | Jeśli dowody wskażą na coś, to jest bliskie prawdzie                                   |           |
| Z wiatrem łatwo żeglować                                                     | Przy sprzyjających okolicznościach łatwo osiągnąć sukces                               |           |
| Kto wie dlaczego gęś chodzi na bosaka?                                       | Wszystko ma swoją przyczynę                                                            |           |
| Jeśli tylko nie mam pilnować gęsi, to niech sobie nawet będą gęsiami         | Nie wtrącaj się w cudze sprawy                                                         |           |
| Widzieć tańczące niedźwiedzie                                                | Majaczyć z głodu                                                                       |           |
| Dzikie niedźwiedzie wolą swoje towarzystwo                                   | Rówieśnicy wolą swoje towarzystwo niż innych                                           |           |
| Rzucać kaptur za płot                                                        | Rzucać to co znajome, nie mając pewności, czy w nowym otoczeniu będzie można to zdobyć |           |
| Nie można płynąć pod prąd                                                    | Trudne życie ma ten kto się sprzeciwia ogółowi                                         |           |
| Dzban nosi wodę dopóki nie pęknie                                            | Wszystko ma swoje granice                                                              | NP-95.jpg |
| Najlepsze paski wycina się z cudzej skóry                                    | Łatwo dysponować cudzą własnością                                                      |           |
| Trzymać węgorza za ogon                                                      | Podjąć się zadania, które się nie uda                                                  |           |
| Wypaść z koszyka                                                             | Zostać odrzuconym w konkurach                                                          |           |
| Być zawieszony między niebem a ziemią                                        | Znaleźć się w niezręcznej sytuacji                                                     |           |
| Brać kurze jajko, a pozwolić odejść gęsiemu                                  | Dokonać złego wyboru z powodu chciwości                                                |           |
| Ziewać na piec, kto chce się rozdziawić szerzej niż piec                     | Przeceniać własne możliwości                                                           |           |
| Trudno mu sięgnąć od jednego chleba do drugiego                              | Nie może przeżyć od pierwszego do pierwszego                                           |           |
| Siekiera z trzonkiem                                                         | Coś kompletnego                                                                        |           |
| Szukać siekiery                                                              | Szukać usprawiedliwienia                                                               |           |
| Mieć swoją latarnię                                                          | W końcu może zabłysnąć bystrością                                                      |           |
| Motyka bez trzonka                                                           | Coś zbędnego                                                                           |           |
| Rozlanej owsianki nie da się z powrotem pozbierać                            | Nie warto płakać nad rozlanym mlekiem                                                  |           |
| Włożyć komuś kij w szprychy                                                  | Stawiać komuś przeszkody na drodze                                                     |           |
| Miłość jest po stronie tego, kto ma sakiewkę u pasa                          | Miłość może być kupiona                                                                |           |
| Przeciągnąć linę                                                             | Każdy patrzy na swoją korzyść                                                          |           |
| Stać we własnym świetle                                                      | Tylko ten, kto sam jest nikczemny, może myśleć źle o innych                            |           |
| Nie szuka się innych w piecu, jeśli wcześniej się tam nie było               | Nie sądź innych według siebie                                                          |           |
| Kręci ktoś światem na palcu                                                  | Wszyscy tańczą, jak im kto zagra                                                       |           |
| Przyprawić sztuczną brodę Chrystusowi                                        | Oszukiwać pod maską pobożności                                                         |           |
| Trzeba się zgiąć, jeśli chce się wyjść w świat                               | Jeśli jest się ambitnym, to trzeba być przebiegłym i pozbawionym skrupułów             |           |
| Rzucać perły (róże) przed wieprze                                            | Poświęcić się czemuś co jest niewarte poświęcenia                                      |           |
| Zasypać studnię, gdy cielę utonęło                                           | Podjąć kroki po wypadku                                                                |           |
| Cierpliwy jak owca                                                           | Być bardzo cierpliwym                                                                  |           |
| Zakładać mężowi niebieski płaszcz                                            | Przyprawiać rogi                                                                       |           |
| Uważać, żeby czarny pies nie wszedł w środek                                 | Tam gdzie są dwie kobiety, pies nie musi szczekać                                      |           |
| Co jedna wysnuje z kądzieli, to druga nawinie                                | Rozpowiadać złośliwie plotki                                                           |           |
| Wynosić dzień w koszyku                                                      | Zmarnować czas                                                                         |           |
| Stawić diabłu ogarek                                                         | Składać puste pochlebstwa                                                              |           |
| Spowiadać się diabłu                                                         | Zdradzać sekrety swojemu wrogowi                                                       |           |
| Świnia ma już przebity brzuch                                                | Sprawa już jest przesądzona i nieodwracalna                                            |           |
| Dwa psy nad jedną kością rzadko się zgadzają                                 | Kłócić się zażarcie o jedną rzecz – kość niezgody                                      |           |
| Być chochlą do szumowania lub trzepaczką do jajek                            | Być pasożytem, nicponiem                                                               |           |
| Co komuś z pięknego talerza, kiedy jest pusty?                               | Pustym talerzem nikt się nie naje                                                      |           |
| Lis i żuraw wzajemnie się zabawią                                            | Oszukany oszust – dwóch oszustów stara się przechytrzyć jeden drugiego                 |           |
| Dmuchać do ucha                                                              | Rozpowiadać plotki, obgadywać kogoś                                                    |           |
| Zapisać coś kredą                                                            | Pisać palcem na wodzie (coś niestałego).                                               |           |
|                                                                              |                                                                                        |           |
| Brak wspólnego języka.                                                       | Niechętny do współpracy.                                                               |           |
| Siedzieć na rozżarzonych węglach. (W gorącej wodzie kąpanym)                 | Być niecierpliwym.                                                                     |           |
|                                                                              |                                                                                        |           |

## Odniesienia w kulturze
Wycinek z obrazu został użyty jako okładka debiutanckiego albumu zespołu Fleet Foxes.